# ده‌نو علیا (کوهرنگ)
ده‌نو علیا (کوهرنگ)، روستایی از توابع بخش مرکزی شهرستان کوهرنگ در استان چهارمحال و بختیاری ایران است.

## مذهب
همگی اهالی روستا پیرو اسلام شیعه دوازده امامی هستند.

## مردم و فرهنگ
تمام مردم این روستا از مردم بختیاری و هفت‌لنگ و بابادی عالی انور هستند. و فرهنگ بختیاری دارند. همگی روستا دارای نام خانوادگی امانی بابادی و از نسل والی کرمان امان الله خان بابادی هستند.

## مشاهیر
خوانین بزرگ بختیاری همچون امان الله خان بابادی  آحاجت خان امانی بابادی از اجداد مردم این مکان محسوب می شوند.
امان الله خان بابادی والی کرمان، خان بابادی باب 
احمد خان بابادی خان بابادی باب 
محمد خان بابادی خان بابادی باب 
تقی خان بابادی خان بابادی باب
آ زین العابدین خان امانی بابادی  خان بابادی باب
آ نور محمد خان امانی بابادی خان بابادی باب
آ حاجت خان امانی بابادی خان بابادی باب

## جمعیت
این روستا در دهستان شوراب تنگزی قرار دارد و براساس سرشماری مرکز آمار ایران در سال ۱۳۸۵، جمعیت آن ۹۱۰ نفر (۱۶۳خانوار) بوده‌است.